# ムライト
ムライト（Mullite、ムル石あるいはマル石）とは、単鎖構造を持つアルミノケイ酸塩鉱物、すなわち酸化アルミニウムと二酸化ケイ素の化合物。化学式は3Al2O3·2SiO2〜2Al2O3·SiO2、またはAl6O13Si2で表される。スコットランドのマル島（Isle of Mull）で産出する事からムライト（mullite）と名付けられた。酸化アルミニウム、二酸化ケイ素は地殻中に非常に豊富に含まれるが、ムライトは天然にはほとんど存在しない（ブッカイト中に産する）。なお磁器の中ではごく普通に生成されており、ムライトを主要構成物とするものを特にムライト磁器と呼び、るつぼなど化学用品に使われている。
結晶構造は斜方晶系で(010)にへき開性があり、無色ないし淡紫紅色の柱状晶となる。一部のものはTiやFe3+を含み、高い屈折率を持つ。全般的に珪線石（sillimanite）に性質が似ている。